# 한삼
한삼(汗衫)이란 손을 감추기 위해 두루마기나 여자의 저고리 소매끝에 길게 덧대는 소매를 말한다. 보통 한삼이란 대례복에서 소매를 길게 늘어뜨리는 것을 지칭하며 민속놀이나 탈춤 등 극문화에서도 한삼을 사용하여 곡선미를 강조했다.
한삼의 가장 큰 목적은 손을 가리는 것이었으며 적삼을 입고 한삼을 끼어 춤을 추거나 대례복에서 손을 가리는 용도로도 쓰여 두루마기나 저고리 밑에 헝겊천으로 길게 덧대어 사용했다.
혼례복의 경우에는 한삼을 쓰기도 했지만 특별히 예복을 제대로 갖출 수 없을 때의 수단이 됐다. 경제적으로 힘든 가정의 경우에는 일반 저고리의 소매 끝에 한삼을 달거나 흰 수건으로 손을 가려서 혼례복을 대체했다.
조선의 춤에서는 한삼이 여러 용도로 쓰였다. 나비의 형상을 본뜨는 박접무의 경우 한삼을 끼어 나비의 날갯짓을 표현했고 농악이나 마당놀이는 손 끝에 한삼을 끼어 고깔을 썼다.
조선의 예술에서 널리 등장하는 한삼은 혼례복에서는 원삼에 덧대어 왕비의 모습을 한층 돋보이게 하는 역할을 하는 한편 그 색은 흰색인 경우도 많았지만 지방에 따라서는 탈춤을 할 때 붉은 색을 쓰기도 했고 궁중무용에서 무용수는 한삼을 착용해 무용수가 치장하도록 했다.

## 같이 보기
- 원삼
- 한복